# NRP Sam Brás (A523)
O NRP Sam Brás (recebendo, mais tarde, o número de amura A 523) foi um navio de apoio da Armada Portuguesa, servindo entre 1942 e 1976, inicialmente como navio-tanque e posteriormente como navio de apoio logístico. De acordo com as regras ortográficas da época, o nome do navio era inicialmente grafado Sam Braz, mudando depois para Sam Brás, sendo ambas as formas grafias arcaicas de São Brás.
O São Brás foi construído em Portugal, pelo Arsenal do Alfeite, tendo sido aumentado ao serviço da Armada Portuguesa em 1942. Durante a Segunda Guerra Mundial, foi crucial para assegurar o fornecimento de combustíveis a Portugal, sendo durante anos o único navio a fazê-lo.
Em 1967, foi modernizado e transformado em navio de apoio logístico (NAL). Essa transformação consistiu em equipar o navio com oficinas, hospital, pista para um helicóptero médio, alojamentos extra e duas lanchas de desembarque pequenas. Como NAL, foi destacado para Moçambique, apoiando as Forças Armadas Portuguesas empenhadas naquele teatro de operações da Guerra do Ultramar.
O navio tinha capacidade para transportar 3 000 t de fuel, 40 t de gasolina para aviação, 50 t de lubrificantes e 100 t de água potável. Em 1970, passou a estar armado com uma peça de 76 mm, duas peças antiaéreas de 40 mm e duas peças antiaéreas de 20 mm.
O navio foi abatido ao serviço em 1976, pouco tempo depois do final da Guerra do Ultramar.

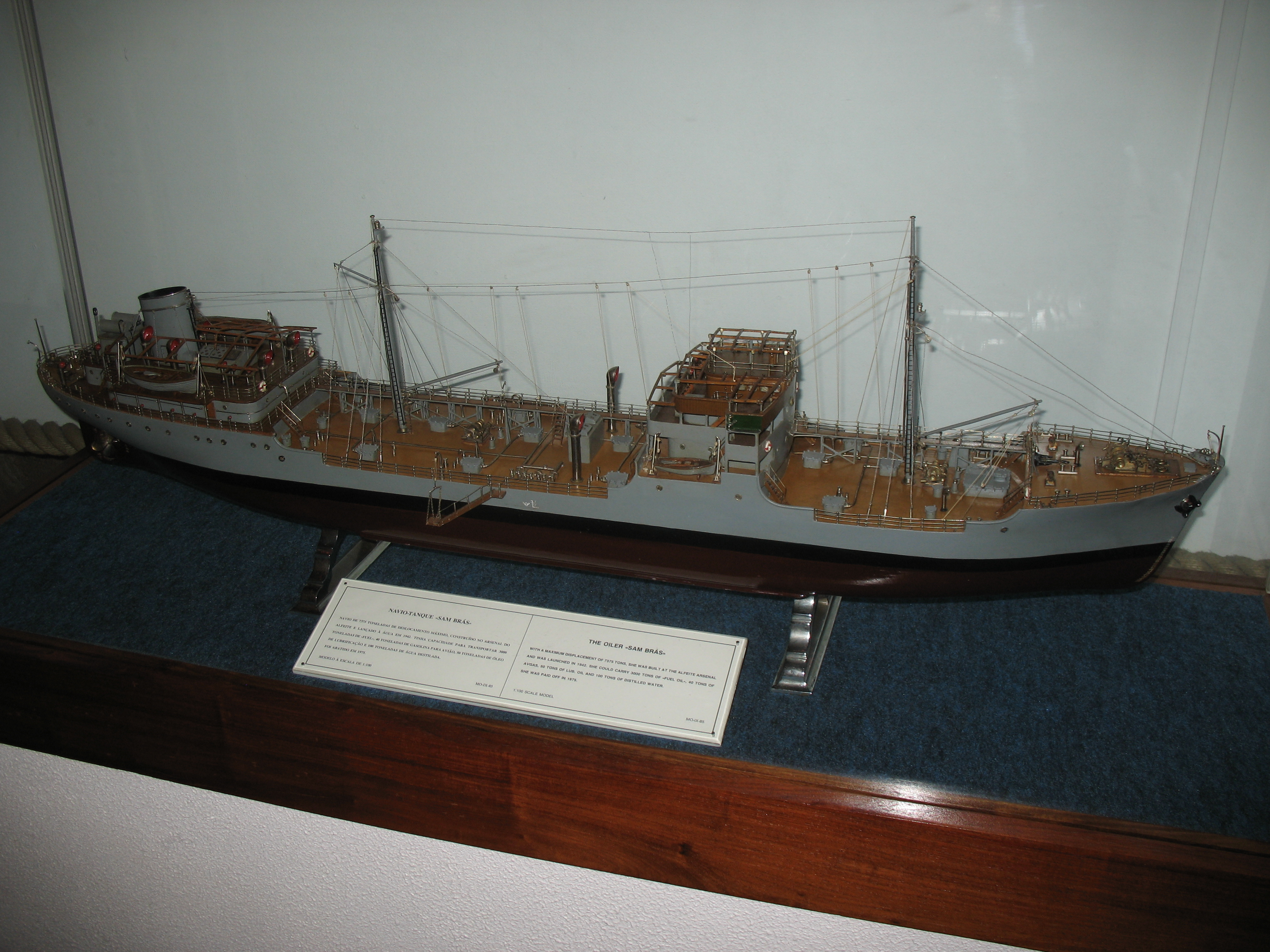
Maqueta do NRP São Brás no Museu da Marinha.